# Stor kammussla
Stor kammussla (Pecten maximus) är en havslevande mussla i familjen kammusslor. En av underarterna är pilgrimsmussla, vars skal används som företagssymbol för energibolaget Shell.

## Utbredning
Stor kammussla förekommer längs den europeiska atlantkusten från Norge till Iberiska halvön och kring Brittiska öarna, Azorerna, Madeira och Kanarieöarna. 
Genetiska studier indikerar att Pecten jacobaeus (pilgrimsmussla) som idag av vissa behandlas som god art och som enbart förekommer i Medelhavet, utgör en underart till stor kammussla. Att P. jacobaeus kallas för pilgrimsmussla kommer av att den var symbol för aposteln Jakob och senare blev en symbol för pilgrimer som vallfärdade till hans föregivna grav i Santiago de Compostela, Spanien (och även för själva pilgrimsleden). Pilgrimsmusslans skal används också som företagssymbol för energibolaget Shell.

## Utseende
Stor kammussla har ett skålformat nästan platt skal som är veckade på ett solfjäderliknande sätt. Vid skalens spets (vid "gångjärnet") sticker två plana ytor ut, liknande rätvinkliga trianglar. Musslan blir vanligen upp till 10–15 cm stor. Skalet är vitt till brunt.

Höger klaff
Vänster klaff

Höger klaff
Vänster klaff

## Ekologi
Stor kammussla kan simma korta sträckor genom att omväxlande öppna och sedan snabbt slå ihop skalen så att en vattenstråle bildas. Stor kammussla är hermafrodit och kan alltså anta både hankön och honkön, däremot kan de inte befrukta sig själva. 

## Stor kammussla och människan
Stor kammussla är ätlig och fångas eller odlas för konsumtion. Den har två typer av kött, en fast vit muskel och ett geléaktigt vitt till rödrosa kött som omger den. För matlagning är det för det mesta den vita muskeln som används, ibland såld under benämningen scallop. I handeln kan stor kammussla också benämnas som pilgrimsmussla. Det finns handplockade eller odlade musslor bland annat från Norge. Dessa har mindre miljöpåverkan än trålade musslor.